# Reportagem com auxílio do computador
Reportagem com o auxílio do computador é o termo comumente utilizado para descrever o uso de computador para reunir e analisar os dados necessários para escrever notícias.
A disseminação dos computadores, os softwares e da Internet mudou a maneira como os repórteres realizam seu trabalho. Repórteres coletam informações rotineiramente em seus bancos de dados, analisam recursos públicos com planilhas e programas estatísticos, estudam mudanças políticas e demográficas com mapeamento de sistemas de informações geográficas, realizam entrevistas por e-mail e pesquisam antecedentes para artigos na Web.
Comumente, isso ficou conhecido como reportagem com o auxílio de computador (ou RAC). Está intimamente ligado à "precisão" ou ao jornalismo analítico, que se referem especificamente ao uso de técnicas das ciências sociais e de outras disciplinas pelos jornalistas.

## História e Desenvolvimento
Um pesquisador argumenta que “a era da reportagem com auxílio de computador” teve início em 1952, quando a rede de TV americana CBS usou um computador UNIVAC I para analisar a campanha presidencial dos Estados Unidos. Um dos primeiros exemplos datam de 1967, depois das revoltas de Detroit, quando Philip Meyer do Detroit Free Press usou um computador mainframe para mostrar que pessoas que haviam frequentado o ensino superior eram tão prováveis de promoverem revoltas quanto pessoas que haviam abandonado o ensino ainda na escola.
Desde a década de 1950, a reportagem com auxílio de computador se desenvolveu a tal ponto que as bases de dados se tornaram fundamentais para o trabalho dos jornalistas nos anos 80. Em seu livro, Precision Journalism, cuja primeira edição foi escrita em 1969, Philip Meyer argumenta que um jornalista deve fazer uso de bancos de dados e pesquisas, ambos assistidos por computador. Na edição de 2002, ele vai ainda mais longe e afirma que "um jornalista tem que ser um gerente de banco de dados"
Em 2001, os computadores atingiram uma massa crítica nas salas de redação americanas em termos de uso geral de computadores, pesquisa on-line, pesquisa de conteúdo não especializado e freqüência diária de uso on-line, mostrando que a RAC tornou-se onipresente nos Estados Unidos.

## Ferramentas e Técnicas
As técnicas expandiram-se de pesquisas e técnicas de levantamento para uma nova oportunidade para jornalistas: a utilização do computador para analisar grandes volumes de registros governamentais. O primeiro exemplo desse tipo de técnica provavelmente foi Clarence Jones, do The Miami Herald, que em 1969 trabalhou com um computador para encontrar padrões no sistema de justiça criminal. Entre outros especialistas notáveis estão: David Burnham, do The New York Times, que em 1972 usou o computador para expor discrepâncias nas taxas de criminalidade relatadas pela polícia; Elliot Jaspin, do The Providence Journal, que, em 1986, comparou bancos de dados para expor os motoristas de ônibus escolares com histórico de condução ruim e registros criminais; e Bill Dedman, do The Atlanta Journal-Constitution, que recebeu o Prêmio Pulitzer por sua pesquisa em 1988, The Color of Money, que tratava da discriminação de empréstimos hipotecários e redilização em bairros com maior parte da população negra e de renda média.

## Organizações Profissionais
Nos últimos 15 anos, organizações jornalísticas como o Instituto Nacional de Reportagem com o Auxílio de Computador (NICAR - em inglês -, um programa de repórteres investigativos e editores) e o Centro Internacional Dinamarquês de Relatórios Analíticos (DICAR), foram criados exclusivamente para promover o uso do RAC em newsgathering. Muitas outras organizações, como a Sociedade de Jornalistas Profissionais, a Associação Canadense de Jornalistas e a Universidade de King's College, em Halifax, na Nova Escócia, EUA, oferecem treinamento ou oficinas de RAC.